# Muriel Resnik
Muriel Resnik (New Haven, 1917 - Manhattan, Nova York, 6 de març de 1995) va ser una novel·lista i dramaturga estatunidenca. Resnik era coneguda sobretot per la seva comèdia Any Wednesday ("Qualsevol dimecres"), estrenada a Broadway l'any 1964 i protagonitzada per Sandy Dennis, Don Porter, Gene Hackman i Rosemary Murphy. L'èxit immediat de l'obra, que agafà per sorpresa a la mateixa autora, va forçar que se'n fes una pel·lícula l'any 1966, protagonitzada per Jane Fonda i Jason Robards.
Resnik va escriure novel·les, entre elles Life Without Father ("La vida sense pare"), House Happy ("Casa feliç") i The Girl in the Turquoise Bikini ("La noia del biquini turquesa"), aquesta última també adaptada al cinema amb el nom de How Sweet It Is! (1968), pel·lícula dirigida per Jerry Paris i protagonitzada per James Garner i Debbie Reynolds. Més tard va escriure Son of Any Wednesday ("Fill de qualsevol dimecres"), una reflexió sobre la producció que l'obra que tant d'èxit li havia donat. El 1992, publicà The Garden Club ("El club de la jardineria"), una novel·la de misteri i assassinat. Abans de morir, estava treballant en la seva continuació. Any Wednesday es va estrenar en la versió espanyola amb el títol Elena para los miércoles l'any 1965, al Teatro Marquina de Madrid, protagonitzada per Concha Velasco, Jesús Puente i Juanjo Menéndez, en versió i direcció de José Luis Sáenz de Heredia. Pel que fa a la versió catalana, Els dimecres... Elena, aquesta la va dur a terme la companyia de Carme Contreras, al Teatre Romea (juny de 1970), amb direcció d'Esteve Duran.
Muriel Resnik, després de viure a Beaufort (Carolina del Nord), va morir als 78 anys i després d'una llarga malaltia a causa d'una aturada cardíaca a la seva casa de Manhattan.